# Schoren (Schramberg)
Der Schoren ist eine Flurbezeichnung und Hochebene auf dem Sulgen bei Schramberg, die die große Feldflur zwischen Sulgener Berg, Hutneck, und Hintersulgen bezeichnet. Der Schoren umfasst rund 4 km² und befindet sich auf etwa 740–750 N.N. In den 1960er Jahren wurde im Schoren das Neubaugebiet „Schoren“  mit den Straßen Panoramastraße und Schorenweg erschlossen; dort wurde auch das erste Hochhaus der Stadt Schramberg gebaut. An dieses Neubaugebiet anschließend wird seit ca. 2010 das Neubaugebiet „Schoren-Süd“ mit der Kalb-Kolb-Straße erschlossen.  Trotz dieser Neubausiedlungen ist der alte Siedlungskern des Schorens, die Einzelhofsiedlung „Schoren“ auf der Hochfläche des Schorens nahe am Waldrand des Feuerenmooses, immer noch erhalten.
Ursprünglich wurde als „der Schoren“ die wie ein Dreieck sich leicht nach Osten einfallende Hochebene zwischen Sulgener Berg, Feuerenmoos und Hintersulgen bezeichnet. Die auf dieser Hochebene befindlichen Neubausiedlungen (Schoren-Nord, Schoren-Süd) werden umgangssprachlich auch als Schramberg-Sulgen, Stadtteil Schoren bezeichnet.